# Hyposidra pallida
Hyposidra pallida är en fjärilsart som beskrevs av W. Warren 1896. Hyposidra pallida ingår i släktet Hyposidra och familjen mätare. Inga underarter finns listade i Catalogue of Life.